# Ačchoj-Martan
Ačchoj-Martan (čečensky ТIехьа-Марта, rusky Ачхо́й-Марта́н, v čečenském překladu Zadní Mart) je správní středisko okresu Ačchoj-Martan v západní části Čečenska. Městem je od roku 2023. Žije zde přibližně 31 tisíc obyvatel.
Ruský název je odvozen od soutoku řek Ačchi (rusky Ачхи, čečensky Iашхи) a Martanga (rusky Фортанга, Fortanga, čečensky Мартанга, Martanga) na kterém sídlo leží.

## Poloha
Ačchoj-Martan leží při severním okraji Velkého Kavkazu, jehož předhůří stoupá několik kilometrů jižně od města na dobře 600 m nadmořské výšky. Ačchoj-Martan je vzdálený vzdušnou čarou asi 35 km západojihozápadně od hlavního města Čečenska Groznyj na řece Martanga, 10 km před soutoku s přítokem řeky Sunža, která tvoří pravý přítok Těreku.

## Historie
Původní čečenská vesnice se jmenovala Ačka-Kala (rusky Ачeги-Kaлa, čečensky Iaьчка-ГIaлa). Dne 23. ledna 1935 se stala správním střediskem nově vytvořeného stejnojmenného okresu. Za éry demontáže autonomie Čečenska a deportací čečenského obyvatelstva v letech 1944 až 1957 bylo sídlo označeno ruským názvem Novoselskoje (rusky Новосельское).
Za první čečenské války v letech 1994–1996 bylo sídlo silně poničeno.

## Obyvatelstvo
Vývoj obyvatelstva
| Rok  | Počet obyvatel |
| ---- | -------------- |
| 1959 | 8389           |
| 1970 | 12250          |
| 1979 | 12726          |
| 1989 | 14680          |
| 2002 | 16742          |
| 2010 | 20172          |

## Doprava
Asi 6 km severně od sídla prochází silnice z Rostova na Donu k ázerbájdžánské hranici. Několik kilometrů od silnice je železniční stanice Samašinskaja na trati Beslan – Groznyj – Gudermes.